# John Whyte-Melville-Skeffington
John Clotworthy Talbot Foster Whyte-Melville-Skeffington, 13 Wicehrabia Massereene i 6 Wicehrabia Ferrard (J.M. Skeffington, ur. 23 października 1914 roku, zm. 27 grudnia 1992) – Wicehrabia Massereene i Ferrard, brytyjski polityk i kierowca wyścigowy. Członek Izby Lordów

## Kariera wyścigowa
W wyścigach samochodowych Whyte-Melville-Skeffington startował głównie w wyścigach samochodów sportowych. W 1937 roku Brytyjczyk odniósł zwycięstwo w klasie 1.5 24-godzinnego wyścigu Le Mans, a w klasyfikacji generalnej był piąty.